# Prodigy (onlinetjänst)
Prodigy Communications Corporation (Prodigy Services Corp., Prodigy Services Co., Trintex) var en onlinetjänst som erbjöd dess användare tillgång till ett brett utbud av nätverkstjänster, inklusive nyheter, väder, shopping, anslagstavlor, spel, omröstningar, expertkolumner, banktjänster, aktieinformation, resor, och en rad andra möjligheter.
De första användarna använde persondatorer för att få tillgång till Prodigytjänsten genom POTS eller X.25 uppkoppling. Från början stöddes 1200 bit/s modem. I en ansträngning för att ge snabbare och stabilisera den diversifierade modemmarknaden, erbjöd Prodigy lågkostnads 2400 bit/s interna modem till användare med rabatt. Snart erbjöd Prodigy också 56 kbit/s modem istället.
Företaget hävdade att man var först med en onlineservice för konsumenter, via omnämnande av sitt grafiska gränssnitt och grundläggande arkitektur till skillnad från CompuServe, som startade 1979 och använde ett kommandoradsgränssnitt.
1990 Var det den näst största onlinetjänsten med 465 000 prenumererande användare strax bakom CompuServes 600 000 användare.
Från början var högkvarteret i White Plains, New York, ett tag senare flyttade högkvarteret till Austin, Texas.